# 4つのL
『4つのL』（よっつのエル）は、2006年3月22日にドリーミュージックよりリリースされた日本の歌手、平原綾香の4作目のアルバム。

## 解説
タイトルの「4つのL」とは、"Love"（愛）、"Life"（命）、"Luck"（運）、"Live"（生きる）を指す。それぞれのキーワードに沿ったテーマで作られた曲で構成され、テーマ別の「interlude」が、曲の合間に収録されている。
このアルバムには「初回生産限定盤」と「通常盤」があり、前者には下記の特典がある。
1. 映像特典 (CD-EXTRA)
「誓い」プロモーション・ビデオ
スペシャル映像 Mini-Movie: Ayaka in TORINO
2. 封入特典
別冊スペシャルフォト・ブック Ayaka in TORINO（オールカラー/12P）
「4つのL」四つ葉のクローバーステッカー

## 収録曲
1. 誓い
作詞・作曲:小林建樹 / 編曲:亀田誠治
10thシングル
NHKトリノオリンピック放送テーマソング
2. Theme of LIVE-interlude-
作詞:平原綾香 / 作・編曲:新田雄一
3. Circle Game
作詞:松井五郎 / 作・編曲:2 SOUL for 2 SOUL Music,Inc.
4. Reset
作詞:TAK&BABY / 作曲:JUN / 編曲:竹下欣伸
PS2用ゲーム「大神」テーマソング
5. I will be with you
作詞・作曲・編曲:村山晋一郎
テレビ東京「セサミストリート」エンディングテーマ
6. Theme of LIFE-interlude-
作・編曲:新田雄一
7. WILL
作詞・作曲・編曲:新田雄一
後にアレンジされ、11thシングルとして「心」とタイトルを変更した上で発売された。
8. スタート・ライン
作詞:平原綾香 / 作・編曲:沢田完
10thシングルのカップリング
CBC「こどもを救おう!未来を守ろう!」キャンペーンソング
9. Theme of LUCK-interlude-
作曲:平原綾香 / 編曲:平原綾香・新田雄一
10. はじまりの風
作詞:路川ひまり / 作曲:ID / 編曲:YANAGIMAN
NHKアニメ「彩雲国物語」オープニングテーマ
11. アリエスの星
作詞:平原綾香 / 作・編曲:宮川彬良
12. 未来の僕らに
作詞:平原綾香 / 作・編曲:2 SOUL for 2 SOUL Music,Inc.
13. Theme of LOVE-interlude-
作詞・作曲・編曲:平原綾香
14. Eternally
作詞:平原綾香・松井五郎 / 作曲:平原綾香 / 編曲:島健
9thシングル
映画「四日間の奇蹟」主題歌
15. Music
作詞:平原綾香 / 作曲:新田雄一 / 編曲:亀田誠治
16. 誓い (Album Version)
作詞・作曲:小林建樹 / 編曲:亀田誠治

## 演奏
- 平原綾香
  - Vocal (#1-5.7-16)
  - Background Vocals (#1.4.5.7.14.15.16)
  - Wind Chime (#5)
  - Voice (#6)
  - Piano (#13)
- 亀田誠治：Bass (#1.15)
- 西川進
  - Guitar (#1.2.6.7.15)
  - Bass (#7)
- 村石雅行：Drums (#1.15)
- 斎藤有太：Piano (#1)
- 金原千恵子ストリングス：Strings (#1.15)
- 藤田乙比古：Horn (#1.8)
- 飯田高広：Synthesizer Operation (#1)
- 新田雄一
  - Piano (#2.6.7.9.15)
  - Bass (#2)
  - Programming (#2.7)
  - Guitar (#15)
- 2 SOUL：All Instruments (#3.12)
- 小堀ケネス
  - Saxophone Solo, Synthesizers (#3)
  - Strings (#3.12)
  - Piano (#12)
- Aaron Belinfanti：Drums, Drum Programming, Live Percussion (#3.12)
- Dave Burnett：Live Bass (#3.12)
- Wilson Montuori：Guitars (#3.12)
- James Spears：Piano (#3)
- 竹下欣伸：Programming, Strings Arrangement (#4)
- 高山一也：Guitars (#4)
- 扇谷研人：Piano, Micron (#4)
- 弦一徹ストリングス：Strings (#4)
- 石成正人：Guitar (#5)
- 平原まこと
  - Tenor Sax, Clarinet (#6)
  - Soprano Sax (#11)
- 河村智康：Drums (#7)
- 後藤勇一郎ストリングス：Strings (#7)
- 沢田完：Piano, Programming (#8)
- 小池弘之ストリングス：Strings (#8)
- 高桑英世、岩佐和弘：Flute (#8)
- 柴山洋：English Horn (#8)
- 広多智香：Oboe (#8)
- 元木瑞香：Clarinet (#8)
- 岡村陽：Horn (#8)
- 田中敏雄、大野学：Trumpet (#8)
- 桑田晃、上田智美：Trombone (#8)
- 篠崎卓美：Bass Trombone (#8)
- 朝川朋之：Harp (#8)
- 千代正行
  - Acoustic Guitar (#8.11)
  - Electric Guitar (#8)
- 森の木児童合唱団：Chorus (#8)
- 山下武史：Bass (#9)
- 篠崎正嗣：二胡 (#10)
- 宮川彬良：Piano (#11)
- 加瀬達：Wood Bass (#11)
- 島村英二：Drums (#11)
- 菅原裕紀：Percussion (#11)
- 山本友重ストリングス：Strings (#11)
- 島健：Piano (#14)
- 田中義人：Guitar (#14)
- 三沢泉：Percussion (#14)
- 金子飛鳥ストリングス：Strings (#14)
- 安部潤：Programming (#14)

## カバー
Reset
- 2016年6月29日、塩見周子（ルゥティン）がアルバム『THE IDOLM@STER CINDERELLA MASTER Cool jewelries! 003』でカバー。

はじまりの風
- リンダ・チョン - 広東語版「彩雲國物語」，アルバム『1人晚餐。2人世界(Reloaded Version)』収録（2008年10月21日）